# Cuando los ángeles duermen
Cuando los ángeles duermen es una película de suspenso española de 2018 dirigida y escrita por Gonzalo Bendala y protagonizada por Ester Expósito, Julián Villagrán, Asia Ortega y Marian Álvarez.

## Sinopsis
El mundo de Germán, un honrado padre de familia, se desmorona a pedazos cuando accidentalmente atropella a una joven en la carretera. Silvia, amiga de la atropellada Gloria, sospecha de las intenciones de Germán, quien tendrá que hacer todo lo que esté a su alcance para evitar que esta terrible experiencia destruya por completo su vida.

## Reparto
- Ester Expósito es Silvia.
- Julián Villagrán es Germán.
- Asia Ortega es Gloria.
- Marian Álvarez es Sandra.
- Sira Alonso es Estela.
- Daniel Jumillas es Mario.
- Christian Mulas es Chato.
- Adolfo Fernández es el sargento.
- Javier Ruiz de Somavía es Luis.
- Marisol Membrillo es Rosa.